# Exorcism: The Possession of Gail Bowers
Exorcism: The Possession Of Gail Bowers is een Amerikaanse film uit Erica Roby van The Asylum met 2006.

## Verhaal
Na de dood van haar ouders verhuist het tienermeisje Gail Bowers samen met haar zus en stiefbroer naar een nieuw huis. In eerste instantie lijkt alles normaal, maar het duurt niet lang voordat de eerste vreemde, onverklaarbare gebeurtenissen in het huis plaatsvinden.

## Rolverdeling
| Acteur        | Personage             |
| ------------- | --------------------- |
| Erica Roby    | Gail Bowers           |
| Thomas Downey | Thomas Bates          |
| Griff Furst   | Clark Pederson        |
| Noel Thurman  | Anne Pederson         |
| David Shick   | Dr. Richard Thornhill |